# Бешка (манастир)
Манастирът Бешка (на сръбски: Манастир Бешка) е сръбски православен манастир, разположен на едноименния остров на Шкодренското езеро в Черна гора. Той е част от Черногорската Света гора, но принадлежи на Сръбската православна църква.
Манастирът е построен през XIV век по време на княжество Зета. Има две църкви – едната носи името на Св. Георги Победоносец и е издигната около 1385 – 1390 г. от зетския владетел Георги II Страцимирович Балшич. Втората е „Св. Богородица“ и е построена през 1440 г. по заповед на неговата съпруга Елена Лазаревич Балшич Хранич, дъщеря на княз Лазар Хребелянович.
През XV век манастирът е важен просветителски център и в него се създават голям брой ръкописни книги. Една от най-известните е съставена през 1441 – 1442 г. по искане на Елена Балшич – Горичкият сборник.